# Hôtel de Morvilliers
Pour les articles homonymes, voir Hôtel de Morvilliers (Blois).
L’hôtel de Morvilliers est un édifice situé dans la ville de Nancy, dans la Meurthe-et-Moselle en région Grand Est.

## Histoire
Les façades et la toiture sont classées au titre des monuments historiques par décret du 12 juin 1928.